# NGC 4922-2
NGC 4922-2 is een spiraalvormig sterrenstelsel in het sterrenbeeld Hoofdhaar. Het hemelobject werd op 19 april 1865 ontdekt door de Duits-Deense astronoom Heinrich Louis d'Arrest.

## Synoniemen
- UGC 8135
- MCG 5-31-99
- ZWG 160.96
- VV 609
- KCPG 363B
- PGC 86794